# Princípio Dilbert
O princípio Dilbert refere-se a uma teoria da década de 1990 pelo cartunista Scott Adams (Dilbert), afirmando que as empresas tendem a promover sistematicamente os funcionários subcompetentes para funções de gestão (geralmente funções de segundo escalão), a fim de limitar a quantidade de dano que eles são capazes de fazer.

## Definição
Na tira Dilbert de 5 de fevereiro de 1995, Dogbert (''Cãoberto'') diz que "liderança é a maneira da natureza remover idiotas do fluxo produtivo". Adams explicou,
Eu escrevi O Princípio Dilbert em torno do conceito de que, em muitos casos, os menos competentes, e menos inteligentes são promovidos, simplesmente porque eles são aqueles que você não quer  fazendo o trabalho real. Você os quer encomendando rosquinhas e gritando com as pessoas por não cumprirem suas atribuições—você sabe, o trabalho fácil. Seus cirurgiões coronários e seus programadores de computador—suas pessoas inteligentes- não estão na gestão. Esse princípio estava literalmente acontecendo em todos os lugares.
Adams explicou o princípio em 1995, num artigo no Wall Street Journal . Adams, em seguida, expandiu seu estudo sobre o princípio Dilbert em um livro satírico de 1996, do mesmo nome, que é recomendação de leitura em alguns programas de gestão e negócios. No livro, Adams escreve que, em termos de eficácia, o uso do princípio Dilbert é semelhante a um bando de gorilas escolher um esquilo-alfa para comandá-los. O livro já vendeu mais de um milhão de cópias e foi best-seller na lista do New York Times por 43 semanas.
A apresentação do princípio por Adams é satírica e jocosa, mas também trata de uma preocupação do mundo real.

## Principios Comparativos
O princípio Dilbert é comparável com o Princípio de Peter. Em oposição ao princípio Dilbert, o Princípio de Peter assume que as pessoas são promovidos porque eles são competentes, e que as tarefas mais acima na hierarquia requerem habilidades ou talentos que elas não possuem. Conclui-se que, devido a isso, um trabalhador competente, eventualmente, será promovido e, em seguida, permanecerá em uma posição em que ele ou ela é incompetente. Em seu livro, O Princípio de Peter, Laurence J. Peter explica que a "sublimação percussiva", o ato de chutar uma pessoa andares acima (por exemplo, promovê-la á gerência) para conseguir colocá-la fora do caminho dos empregados produtivos.
O princípio Dilbert, pelo contrário, pressupõe que a hierarquia apenas serve como um meio para remover o incompetente para posições "superior" onde eles serão incapazes de causar danos ao fluxo de trabalho, partindo do princípio de que os altos escalões de uma organização, têm pouca relevância para a sua produção atual, e que a maioria do trabalho produtivo, real, em uma empresa é feito por pessoas de menor poder na escala hierárquica. Ao contrário do Princípio de Peter, os indivíduos promovidos não eram particularmente bons em qualquer função que anteriormente possuíram, de modo que colocá-los em uma posição de supervisão é uma forma de removê-los discretamente da força de trabalho sem de fato demiti-los, em vez de uma recompensa por serviços meritórios. Uma descrição anterior deste fenômeno era conhecida como 'Lei de Putt''.